# Stor kvistspik
Stor kvistspik (Phaeocalicium praecedens) är en lavart som först beskrevs av William Nylander och fick sitt nu gällande namn av A. F. W. Schmidt. 
Stor kvistspik ingår i släktet Phaeocalicium och familjen Mycocaliciaceae.  Arten är reproducerande i Sverige. Inga underarter finns listade i Catalogue of Life.